# I Can't Stand the Rain
Singles de Ann Peebles
I'm Gonna Tear Your Playhouse Down
(1973) (You Keep Me) Hanging On
(1974)
Pistes de I Can't Stand the Rain
Do I Need You
(2)
I Can't Stand the Rain est une chanson enregistrée à l'origine par Ann Peebles en 1973, écrite par elle-même, Don Bryant et Bernard Miller.
D'autres versions ont été enregistrées par la suite, dont celles du groupe Eruption et de Tina Turner.

## Version de Ann Peebles
Le titre est écrit en 1973 par Ann Peebles et son dernier mari Don Bryant. Il figure sur l'album éponyme I Can't Stand the Rain. Produite par Willie Mitchell, la chanson devient le plus gros succès de Peebles en atteignant la 38e place du Billboard Hot 100, la 6e place du Hot R&B/Hip-Hop Songs et la 41e place du UK Singles Chart britannique.

## Version de Eruption
Singles de Eruption
Leave a Light
(1978)
Pistes de Eruption
Movin'
(2)
En 1978, le groupe britannique Eruption sort une reprise disco du titre d'Ann Peebles qui lui permet d'atteindre la 6e place du Hot Dance Club Songs, l'un des classements du Billboard américain et qui devient le plus gros succès du groupe avec une 18e place au Billboard Hot 100, le classement américain des singles toutes catégories confondues.
| Pays             | Hit-parade (1978)                    | Classement |
| ---------------- | ------------------------------------ | ---------- |
| Afrique du Sud   | Mediaguide                           | 5e         |
| Allemagne        | Top 100 Single                       | 7e         |
| Australie        | ARIA Top 100 Single Chart            | 1er        |
| Autriche         | Ö3 Austria Top 40                    | 4e         |
| Belgique         | Ultratop 50 Singles                  | 1er        |
| Canada           | RPM                                  | 21e        |
| États-Unis       | Hot 100                              | 18e        |
| États-Unis       | Hot R&B/Hip-Hop Songs                | 30e        |
| États-Unis       | Hot Dance Club Play                  | 6e         |
| Finlande         | Suomen virallinen singlelista Top 20 | 15e        |
| France           | SNEP Top 100                         | 5e         |
| Irlande          | Irish Singles Chart                  | 6e         |
| Italie           | FIMI Singles Chart                   | 3e         |
| Norvège          | VG-lista Topp 40 Singles             | 2e         |
| Nouvelle-Zélande | Official New Zealand Music Chart     | 4e         |
| Pays-Bas         | Dutch Top 40                         | 4e         |
| Royaume-Uni      | UK Singles Chart                     | 5e         |
| Suède            | Sverigetopplistan Top 100            | 22e        |
| Suisse           | Swiss Chart Singles Top 100          | 8e         |

## Version de Tina Turner
Singles de Tina Turner
Private Dancer
(1985) Show Some Respect
(1985)
Pistes de Private Dancer
Show Some Respect
(3) Private Dancer
(5)
En 1984, Tina Turner enregistre I Can't Stand the Rain pour son cinquième album studio solo Private Dancer et le sort en single en 1985 en Europe en tant que sixième single de l'album.
Cette version de Turner ne rencontre que peu de succès en Grande-Bretagne mais en aura plus dans les pays germanophones (Allemagne, Autriche et Suisse).
| Pays        | Hit-parade (1978)           | Classement |
| ----------- | --------------------------- | ---------- |
| Allemagne   | Top 100 Single              | 9e         |
| Autriche    | Ö3 Austria Top 40           | 6e         |
| Irlande     | Irish Singles Chart         | 20e        |
| Royaume-Uni | UK Singles Chart            | 57e        |
| Suisse      | Swiss Chart Singles Top 100 | 15e        |

## Autres reprises
La chanson a par exemple été reprise par Sarah Jane Morris et Dee Dee Bridgewater.